# Политические репрессии в Башкирской АССР
Политические репрессии в Башкирской АССР (баш. Башҡортостанда сәйәси репрессиялар) — меры государственного воздействия, включающие различные виды наказаний и правоограничений, применявшиеся в Башкирской АССР к гражданам по политическим мотивам в рамках борьбы с «вредителями», «национал-уклонизмом» и репрессий по «национальным линиям».

г. Уфа. Памятник жертвам политических репрессий

## Политические репрессии 1920-х годов и Коллективизация
Опыт проведения политических репрессий в Башкирии накапливался в результате деятельности Башкирской чрезвычайной комиссии, передавался опытными функционерами из Москвы. Первые аресты «национал-уклонистов» проходили в начале 20-х годов в результате разногласий Башревкома с обкомом РКП(б), Башкирским ЧК, Башвоенкоматом, Башкирским СНХ, Башнаркомпродом по вопросам реализации автономии и принципа федерализма в Башкирии. Башкирская чрезвычайная комиссия проводила анализ прошлого ответственных работников на валидовское и колчаковское прошлое, обвиняла их в контрреволюционности.
В 1921 году был арестован ряд ответственных работников Башкирии, включая политического секретаря обкома РКП(б) А. А. Биишева. БЧК, являясь органом с чрезвычайными полномочиями имела право на аресты и внесудебные репрессии. С 1922 года Башкирская чрезвычайная комиссии (БЧК) была преобразована в БашГПУ.
Репрессии крестьянства в БАССР происходили по нежеланию крестьян продавать хлеб по установленным ценам. 107-я статья Уголовного кодекса РСФСР, предусматривала лишение полной свободы по суду до трех лет с полной или частичной конфискацией имущества.
В 1928 году за 4 месяца осуждено 2424 человека. Приговоры по хлебным делам выносили народные суды. Осуждали на принудительные работы и к лишению свободы сроком до одного года.
В 1929 году после объявления Коллективизации в аграрных районах СССР меры наказания ужесточились. Появились несудебные органы — «тройки», куда входили руководитель районного отдела ОГПУ, председатель райисполкома и прокурор района. «Тройка» создаётся при ОГПУ БАССР. За 15 месяцев (1930—1931 г.) в Башкирии было арестовано 12 тыс. человек. Лишь за январь-март 1931 год «тройкой» при ОГПУ было осуждено 2878 человек, из них 143 — к расстрелу, 1587 — к заключению в лагеря, 1028 человек — к ссылке.
В ходе усиления насильственной коллективизации в БашАССР высылаемые селяне размещались в специально построенных поселках. В Белорецком районе Башкирии были организованы посёлки Нура, Кузь-Елга, Капкалка, Ермолаево, Верхняя Тюльма; в Нуримановском районе — Красивая Поляна, Осиновый Лог, Гоголевские прудки; в Караидельском районе — Берёзовый Лог, Верхний Резим; в Дуванском районе — Кульвараш; в Уфимском районе — посёлки Моторный завод и ЦЕС (у деревни Сипайлово), c 1948 года — посёлок Новостройка (г. Салават), входивший в систему исправительно-трудовых лагерей ГУЛАГ.
Каждый спецпосёлок представлял собой небольшой концентрационный лагерь во главе с комендантом. Трудоспособные жители спецпосёлков работали на лесозаготовках, на строительстве жилых домов и промышленных объектов. Снабжение спецпосёлков продуктами питания было плохим. Медицинское обслуживание практически отсутствовало. Тяжёлый труд, голод, зимние морозы вызывали массовую смертность. Только за 1932-33 годы умерло 2156 человек.

## Репрессии в период Большого террора
В период Большого террора 1937—1938 годов органы НКВД фабриковали уголовные дела о «башкирской буржуазно-националистической оппозиции и контрреволюционной организации» «агентов-валидовцев» (по имени находящегося в эмиграции видного деятеля башкирского национально-освободительного движения Заки Валидова) и проводили репрессии против многих башкирских политических и общественных деятелей, а также других «вредителей». В ходе этих массовых сталинских репрессий разборами «преступлений» с 1934 года занимались особые суды — «спецколлегии». Начиная с 1937 года основными органами внесудебного осуждения являлась «тройка» НКВД Башкирской АССР (массовые политические репрессии против рядовых граждан ( тн Кулацкая операция НКВД); Комиссия наркома НКВД и Прокурора СССР (Национальные операции НКВД), а также выездная сессия ВКВС СССР («удар по правотроцкистскому и буржуазно-националистическому подполью») - Сталинские расстрельные списки.
Наиболее распространенными обвинениями в 30-е годы 20 столетия были агитация против создания колхозов и против закрытия мечетей, которые квалифицировались как контрреволюционное преступление и попадали под действие 58-й статьи Уголовного кодекса РСФСР.
Из экзотических видов преступлений придумывались такие, как «преследовал цель задержать распространение наречия, которым пользуется большая часть башкирского населения, и создать трудности в советизации башкирских масс» (обвинение зав. отделом пропаганды, агитации и печати Башкирского обкома партии Р. В. Абубакирова).
В 1933 году в рамках «борьбы с вредителями» во всех экономических сферах  СССР было сфабриковано дело «О контрреволюционной вредительской диверсионной и шпионской организации в нефтяной промышленности», а в 1936—1937 годах в БашАССР были арестованы начальник геофизического цеха Геолого-поисковой конторы (ГПК) треста «Башнефть» С. А. Харитонов, главный геолог треста «Востокнефть» Я. Л. Давидович, главный геолог ГПК В. П. Скворцов и другие нефтяники. 25 декабря 1937 года в Уфе по Сталинским расстрельным спискам приговорами в/с ВКВС СССР тридцать два нефтяника были приговорены к расстрелу с конфискацией имущества (Р. З. Бучацкий, С. А. Фукс, М. Г. Бирев, Б. Я. Авров, И. Д. Жоров, Р. М. Базюк, И. И. Новиков и др.). В 1937—1938 годах были осуждены и расстреляны поочередно управляющие трестом «Башнефть»: С. М. Ганшин, А. П. Петерсон, И. Н. Опарин. Все они обвинялись в «пособничестве вредителям».
Функционеры башкирского комсомола арестовывались и осуждались по делу «Крестьянского союза молодежи», сфабрикованного в 1937 году органами НКВД БашАССР в рамках борьбы с «правотроцкистским подольем». Был арестован первый секретарь Башкирского обкома ВЛКСМ  Б. С. Манаков, репрессированы самый первый секретарь Уфимского горкома ВЛКСМ (1919 г.)  М. П. Ползунов, редактор газеты «Комсомолец Башкирии» Коростелин, его заместитель А. Л. Бабин, секретарь обкома ВЛКСМ Ю. Г. Ахмеров и другие. Среди комсомольцев в районах Башкирии было «разоблачено» 18 «контрреволюционных гнёзд», оформленных в организации с различными названиями. Изгнаны из руководства 19 секретарей райкомов. Из рядов ВЛКСМ исключено 1673 человека, в том числе «враждебных элементов» — 273 человека, «классово-чуждых» — 366.
В 1937 году в Башкирии было сфабриковано крупное дело по разоблачению якобы разветвленной националистической повстанческой организации, во главе которой стояли руководящие работники республики: председатели БашЦИКа А. М. Тагиров, председатель Совнаркома БАССР З. Г. Булашев, секретарь обкома партии А. Р. Исанчурин, председатель Госплана республики Ш. Даутов, военком республики М. Л. Муртазин, секретарь БашЦИКа Х. Кальметьев, нарком просвещения И. Х. Абызбаев, государственные и общественные деятели М. Д. Халиков, Н. Т. Тагиров, Р. В. Абубакиров, И. И. Мутин, Г. Я. Давлетшин, писатели Даут Юлтый, Габдулла Амантай, Губай Давлетшин, Тухват Янаби, Имай Насыри, Муслим Марат, Хусаин Кунакбай, Шагар Шараф, М. А. Бурангулов и многие другие.
В 1937 году в Башкирию приезжала член Комиссии партийного контроля при ЦК ВКП(б) М. М. Сахъянова для проверки деятельности Башкирской парторганизации по разоблачению «врагов народа». Она обвинила руководство обкома ВКП(б) БАССР в бездеятельности по разоблачению повсеместного «вредительства». 17 сентября 1937 года в газете «Правда» была опубликована статья Л. Перевозкина «Кучка буржуазных националистов в Башкирии», в ней говорилось о том, что практически весь партийно-хозяйственный аппарат республики состоит из «буржуазных националистов», «валидовцев». В тот же в день в газете «Известия» вышла статья «Башкирские буржуазные националисты и их защитники». В октябре 1937 года в республику приезжал секретарь ЦК ВКП(б) А. А. Жданов. На 3-м пленуме Башкирского обкома ВКП(б) он призывал к «разгрому националистов и троцкистско-бухаринского блока, ликвидации шпионов и диверсантов», обвинял руководство обкома республики в том, что оно не вело борьбу с врагами народа и «выгораживало» их. Был снят с поста, арестован и в феврале 1938 г. расстрелян первый секретарь Башкирского областного комитета ВКП(б) Я. Б. Быкин. Как не справившийся со своими обязанностями в октябре 1937 г. был снят нарком НКВД Башкирской АССР майор ГБ С. А. Бак. Новый нарком капитан ГБ А. А. Медведев развернул в республике беспрецедентную компанию массовых политических репрессий.
Осенью 1938 года после снятия с должности наркома НКВД СССР Н. И. Ежова, дававшего руководству НКВД БашАССР конкретные установки о размахе и темпах массовых политических репрессий в республике, новый нарком Л. П. Берия прекратил практику массовых арестов и осуждений внесудебными органами и предал суду ряд сотрудников НКВД БашАССР по обвинению во вредительстве и массовых фальсификациях дел. Бывшие наркомы НКВД республики Медведев, Бак и Г. А. Лупекин, помощник наркома НКВД М. Ф. Зайцев-Гольмер, руководящие сотрудники 3 отдела  наркомата БашАССР Л. А. Альбицкий и Л. Д. Журавский , бывш. начальник Ишимбаевского райотдела НКВД БашАССР Н. И. Столяров были расстреляны в 1939—1941 гг.
Как и по всей стране, политические репрессии в Башкортостане и система исправительно-трудовых лагерей существовали вплоть до смерти И. В. Сталина.
Реабилитация осужденных проводилась после 19-й конференции КПСС. Сотрудники КГБ, Прокуратуры и Верховного суда БАССР проделали большую работу по реабилитации пострадавших. К апрелю 1991 года было реабилитировано 42 тысячи человек, в том числе более 23 тысяч незаконно осужденных внесудебными органами.
11 февраля 1991 года вышло постановление Совета Министров Республики Башкортостан «О мерах по улучшению материально-бытовых условий граждан, необоснованно привлеченных к уголовной ответственности в период массовых репрессий и впоследствии реабилитированных», а 7 июля 1993 — Указ Президиума Верховного Совета РБ «О пенсионном обеспечении жертв политических репрессий».

## Статистические данные о масштабах репрессивной политики
В Башкирский АССР за её историю было репрессировано более 50 тысяч человек.
В БАССР репрессировано:
- по национальному составу: русских — 30 %, башкир −28 %, татар — 24 %, других национальностей — 18 %
- по образовательному уровню: неграмотных — 45 %, начальное — 40 %, среднее — 12 %, высшее — 2,5 %
- про занятости: крестьяне — 70 %, рабочие — 14 %, безработные — 3 %, интеллигенция −8 %, духовенство — 3 %.

Среди репрессированных в возрасте 70-74 лет расстреляно 80 процентов, в возрасте 60-64 лет (36,4 процента), 55-59-летние (расстреляна одна треть).
«Тройка» при ОГПУ БАССР за три месяца 1931 года осудила к расстрелу 5, к заключению в лагеря — 72, к ссылке — 76 представителей духовенства. Из репрессированных священнослужителей 69 % являлись муллами, 13 % — православными священниками; 23,3 % из общего числа приговорены к высшей мере наказания — расстрелу; наибольшее количество арестов духовенства приходится на 1930 год — 36 % и на 1937 год — 31 %.

## Память
Кабинет министров РБ от 5 января 1995 г. принял постановление «О мерах по увековечению памяти жертв политических репрессий».
Изданы 5 томов Книги памяти жертв политических репрессий РБ. Состав биографических справок: фамилия, имя, отчество, год и место рождения, национальность, партийность, образование, место работы и должность, дата ареста, дата вынесения приговора, статьи обвинения, мера наказания, дата расстрела, дата реабилитации. Иллюстрации: документы, портреты.
В Уфе в Юбилейном сквере Советского района (бывшее Ивановское кладбище — место захоронений жертв репрессий) установлен памятник жертвам политических репрессий. Авторы: архитектор Л. Дубинский, скульптор, автор проекта — заслуженный художник Башкирии Ю. Солдатов.
С целью защиты прав, достоинства интересов жертв политических репрессий и пострадавших от политических репрессий, сохранения и увековечения памяти о жертвах, восстановления исторической правды о преступлениях тоталитаризма в РБ учреждена Ассоциация жертв политических репрессий.